# Anolis johnmeyeri
Espèce
Synonymes
- Norops johnmeyeri (Wilson & Mccranie, 1982)

Anolis johnmeyeri est une espèce de sauriens de la famille des Dactyloidae. 

## Répartition
Cette espèce est endémique du Honduras. Elle se rencontre dans la Sierra de Omoa entre 1 410 et 1 980 m d'altitude.

## Étymologie
Cette espèce est nommée en l'honneur de John R. Meyer.

## Publication originale
- Wilson & Mccranie, 1982 : A new cloud forest Anolis (Sauria: Iguanidae) of the schiedei group from Honduras. Transactions of the Kansas Academy of Science, vol. 85, no 3, p. 133-141.